# دوري المقاطعات الشمالي الغربي 2009–10
دوري المقاطعات الشمالي الغربي 2009–10 هو موسم من دوري المقاطعات الشمالي الغربي. فاز فيه Newcastle Town F.C. ‏.